# Dryopteridaceae
Famille
Synonymes
- Aspidiaceae
- Bolbitidaceae Ching 1978
- Elaphoglossaceae Pichi-Sermolli 1968
- Filicaceae de Jussieu 1789 nom. ill.
- Peranemataceae Ching 1940 non Buetschli 1884

Les Dryopteridaceae (Dryoptéridacées) sont une famille de fougères de l'ordre des Polypodiales. Certains auteurs y ont inclus la famille des Woodsiaceae (= Athyriaceae). Dans la classification du Pteridophyte Phylogeny Group de 2016 (PPG I), la famille est placée dans le sous-ordre des Polypodiineae. Alternativement, elle peut être traitée comme la sous-famille des Dryopteridoideae d'une famille très largement définie des Polypodiaceae sensu lato.
La famille contient environ 1700 espèces et a une distribution cosmopolite. Les espèces peuvent être terrestres, épipétriques, hémiépiphytes ou épiphytes. Beaucoup sont cultivées comme plantes ornementales. Les genres les plus importants sont Elaphoglossum (600+), Polystichum (260), Dryopteris (225) et Ctenitis (150). Ces quatre genres contiennent environ 70 % des espèces. Les Dryopteridaceae ont divergé des autres familles chez les eupolypodes I il y a environ 100 millions d'années.

## Description
Les rhizomes sont souvent robustes, rampants, ascendants ou dressés, et parfois grimpants, avec des écailles non clathrates aux sommets. Les frondes sont généralement monomorphes, moins souvent dimorphes, ou parfois écailleuses ou glandulaires, mais moins fréquemment velues. Les pétioles ont de nombreux faisceaux vasculaires ronds disposés en anneau, ou rarement aussi peu que trois ; les faisceaux adaxiaux sont les plus gros. Les nervures sont pennées ou fourchues, libres ou diversement anastomosées ; les aréoles sont présentes avec ou sans veinules incluses ; les sores sont généralement ronds, acrostichoïdes (couvrant toute la surface abaxiale du limbe) dans quelques lignées ; généralement indusiés, ou parfois exindusiés. Les indusies, lorsqu'elles sont présentes, sont rondes-réniformes ou peltées. Les sporanges ont des pétioles courts à longs à trois rangées ; les spores sont réniformes, monoletes, périnées ou ailées.

## Taxonomie

### Historique
En 1990, Karl U. Kramer et ses coauteurs ont défini les Dryopteridaceae de manière large pour inclure la famille actuelle, ainsi que les Woodsiaceae sensu lato, les Onocleaceae et la plupart des Tectariaceae. Des études phylogénétiques moléculaires ont révélé que la version des Dryopteridaceae de Kramer était polyphylétique, et elle a été divisée par Smith et d'autres en 2006. L'inclusion de Didymochlaena, Hypodematium et Leucostegia dans les Dryopteridaceae est douteuse. Si ces trois sont exclus, alors la famille est fortement soutenue comme monophylétique dans les analyses cladistiques. Certains auteurs ont déjà traité ces genres comme étant en dehors des Dryopteridaceae.
En 2007, une étude phylogénétique des séquences d'ADN a montré que Pleocnemia devrait être transféré des Tectariaceae aux Dryopteridaceae. En 2010, dans un article sur les fougères bolbitidoïdes, Arthrobotrya a été ressuscité à partir de Teratophyllum. Plus tard cette année-là, Mickelia a été décrit comme un nouveau genre.
Certaines espèces ont été retirées du genre Oenotrichia parce qu'elles n'appartiennent pas à ce genre ou même à la famille Dennstaedtiaceae où Oenotrichia sensu stricto est placé. Ces espèces appartiennent probablement aux Dryopteridaceae, mais n'ont pas encore reçu de nom générique.
En 2012, une étude phylogénétique de Dryopteris et de ses parents a inclus Acrophorus, Acrorumohra, Diacalpe, Dryopsis, Nothoperanema et Peranema dans ce genre. Le traitement de la famille par Flora of China, publié en 2013, a utilisé les résultats phylogénétiques pour classer Lithostegia et Phanerophlebiopsis dans les Arachniodes.
Les Dryopteridaceae Herter, selon le système de classification de Christenhusz et Chase (2014), ont été submergées dans la sous-famille Dryopteridoideae Link, l'une des huit sous-familles constituant la famille Polypodiaceae. Cette famille correspond au clade eupolypodes I. La classification Pteridophyte Phylogeny Group de 2016 (PPG I) a conservé la famille.

### Phylogénie
Le cladogramme suivant pour le sous-ordre Polypodiineae (eupolypodes I), basé sur le cladogramme consensuel de la classification Pteridophyte Phylogeny Group de 2016 (PPG I), montre une relation phylogénétique probable entre les Dryopteridaceae et les autres familles du clade.
|  | Nephrolepidaceae |
|  |                  |
|  | Lomariopsidaceae |
|  |                  |

|  | Oleandraceae                                                   |
|  |                                                                |
|  | \| \| Davalliaceae \| \| \| \| \| \| Polypodiaceae \| \| \| \| |
|  |                                                                |
|  | Davalliaceae                                                   |
|  |                                                                |
|  | Polypodiaceae                                                  |
|  |                                                                |

|  | Davalliaceae  |
|  |               |
|  | Polypodiaceae |
|  |               |

|  | Oleandraceae                                                   |
|  |                                                                |
|  | \| \| Davalliaceae \| \| \| \| \| \| Polypodiaceae \| \| \| \| |
|  |                                                                |
|  | Davalliaceae                                                   |
|  |                                                                |
|  | Polypodiaceae                                                  |
|  |                                                                |

|  | Davalliaceae  |
|  |               |
|  | Polypodiaceae |
|  |               |

|  | Nephrolepidaceae |
|  |                  |
|  | Lomariopsidaceae |
|  |                  |

|  | Oleandraceae                                                   |
|  |                                                                |
|  | \| \| Davalliaceae \| \| \| \| \| \| Polypodiaceae \| \| \| \| |
|  |                                                                |
|  | Davalliaceae                                                   |
|  |                                                                |
|  | Polypodiaceae                                                  |
|  |                                                                |

|  | Davalliaceae  |
|  |               |
|  | Polypodiaceae |
|  |               |

|  | Oleandraceae                                                   |
|  |                                                                |
|  | \| \| Davalliaceae \| \| \| \| \| \| Polypodiaceae \| \| \| \| |
|  |                                                                |
|  | Davalliaceae                                                   |
|  |                                                                |
|  | Polypodiaceae                                                  |
|  |                                                                |

|  | Davalliaceae  |
|  |               |
|  | Polypodiaceae |
|  |               |

|  | Nephrolepidaceae |
|  |                  |
|  | Lomariopsidaceae |
|  |                  |

|  | Oleandraceae                                                   |
|  |                                                                |
|  | \| \| Davalliaceae \| \| \| \| \| \| Polypodiaceae \| \| \| \| |
|  |                                                                |
|  | Davalliaceae                                                   |
|  |                                                                |
|  | Polypodiaceae                                                  |
|  |                                                                |

|  | Davalliaceae  |
|  |               |
|  | Polypodiaceae |
|  |               |

|  | Oleandraceae                                                   |
|  |                                                                |
|  | \| \| Davalliaceae \| \| \| \| \| \| Polypodiaceae \| \| \| \| |
|  |                                                                |
|  | Davalliaceae                                                   |
|  |                                                                |
|  | Polypodiaceae                                                  |
|  |                                                                |

|  | Davalliaceae  |
|  |               |
|  | Polypodiaceae |
|  |               |

|  | Nephrolepidaceae |
|  |                  |
|  | Lomariopsidaceae |
|  |                  |

|  | Oleandraceae                                                   |
|  |                                                                |
|  | \| \| Davalliaceae \| \| \| \| \| \| Polypodiaceae \| \| \| \| |
|  |                                                                |
|  | Davalliaceae                                                   |
|  |                                                                |
|  | Polypodiaceae                                                  |
|  |                                                                |

|  | Davalliaceae  |
|  |               |
|  | Polypodiaceae |
|  |               |

|  | Oleandraceae                                                   |
|  |                                                                |
|  | \| \| Davalliaceae \| \| \| \| \| \| Polypodiaceae \| \| \| \| |
|  |                                                                |
|  | Davalliaceae                                                   |
|  |                                                                |
|  | Polypodiaceae                                                  |
|  |                                                                |

|  | Davalliaceae  |
|  |               |
|  | Polypodiaceae |
|  |               |

|  | Nephrolepidaceae |
|  |                  |
|  | Lomariopsidaceae |
|  |                  |

|  | Oleandraceae                                                   |
|  |                                                                |
|  | \| \| Davalliaceae \| \| \| \| \| \| Polypodiaceae \| \| \| \| |
|  |                                                                |
|  | Davalliaceae                                                   |
|  |                                                                |
|  | Polypodiaceae                                                  |
|  |                                                                |

|  | Davalliaceae  |
|  |               |
|  | Polypodiaceae |
|  |               |

|  | Oleandraceae                                                   |
|  |                                                                |
|  | \| \| Davalliaceae \| \| \| \| \| \| Polypodiaceae \| \| \| \| |
|  |                                                                |
|  | Davalliaceae                                                   |
|  |                                                                |
|  | Polypodiaceae                                                  |
|  |                                                                |

|  | Davalliaceae  |
|  |               |
|  | Polypodiaceae |
|  |               |

|  | Nephrolepidaceae |
|  |                  |
|  | Lomariopsidaceae |
|  |                  |

|  | Oleandraceae                                                   |
|  |                                                                |
|  | \| \| Davalliaceae \| \| \| \| \| \| Polypodiaceae \| \| \| \| |
|  |                                                                |
|  | Davalliaceae                                                   |
|  |                                                                |
|  | Polypodiaceae                                                  |
|  |                                                                |

|  | Davalliaceae  |
|  |               |
|  | Polypodiaceae |
|  |               |

|  | Oleandraceae                                                   |
|  |                                                                |
|  | \| \| Davalliaceae \| \| \| \| \| \| Polypodiaceae \| \| \| \| |
|  |                                                                |
|  | Davalliaceae                                                   |
|  |                                                                |
|  | Polypodiaceae                                                  |
|  |                                                                |

|  | Davalliaceae  |
|  |               |
|  | Polypodiaceae |
|  |               |

|  | Nephrolepidaceae |
|  |                  |
|  | Lomariopsidaceae |
|  |                  |

|  | Oleandraceae                                                   |
|  |                                                                |
|  | \| \| Davalliaceae \| \| \| \| \| \| Polypodiaceae \| \| \| \| |
|  |                                                                |
|  | Davalliaceae                                                   |
|  |                                                                |
|  | Polypodiaceae                                                  |
|  |                                                                |

|  | Davalliaceae  |
|  |               |
|  | Polypodiaceae |
|  |               |

|  | Oleandraceae                                                   |
|  |                                                                |
|  | \| \| Davalliaceae \| \| \| \| \| \| Polypodiaceae \| \| \| \| |
|  |                                                                |
|  | Davalliaceae                                                   |
|  |                                                                |
|  | Polypodiaceae                                                  |
|  |                                                                |

|  | Davalliaceae  |
|  |               |
|  | Polypodiaceae |
|  |               |

|  | Nephrolepidaceae |
|  |                  |
|  | Lomariopsidaceae |
|  |                  |

|  | Oleandraceae                                                   |
|  |                                                                |
|  | \| \| Davalliaceae \| \| \| \| \| \| Polypodiaceae \| \| \| \| |
|  |                                                                |
|  | Davalliaceae                                                   |
|  |                                                                |
|  | Polypodiaceae                                                  |
|  |                                                                |

|  | Davalliaceae  |
|  |               |
|  | Polypodiaceae |
|  |               |

|  | Oleandraceae                                                   |
|  |                                                                |
|  | \| \| Davalliaceae \| \| \| \| \| \| Polypodiaceae \| \| \| \| |
|  |                                                                |
|  | Davalliaceae                                                   |
|  |                                                                |
|  | Polypodiaceae                                                  |
|  |                                                                |

|  | Davalliaceae  |
|  |               |
|  | Polypodiaceae |
|  |               |

|  | Nephrolepidaceae |
|  |                  |
|  | Lomariopsidaceae |
|  |                  |

|  | Oleandraceae                                                   |
|  |                                                                |
|  | \| \| Davalliaceae \| \| \| \| \| \| Polypodiaceae \| \| \| \| |
|  |                                                                |
|  | Davalliaceae                                                   |
|  |                                                                |
|  | Polypodiaceae                                                  |
|  |                                                                |

|  | Davalliaceae  |
|  |               |
|  | Polypodiaceae |
|  |               |

|  | Oleandraceae                                                   |
|  |                                                                |
|  | \| \| Davalliaceae \| \| \| \| \| \| Polypodiaceae \| \| \| \| |
|  |                                                                |
|  | Davalliaceae                                                   |
|  |                                                                |
|  | Polypodiaceae                                                  |
|  |                                                                |

|  | Davalliaceae  |
|  |               |
|  | Polypodiaceae |
|  |               |

|  | Nephrolepidaceae |
|  |                  |
|  | Lomariopsidaceae |
|  |                  |

|  | Oleandraceae                                                   |
|  |                                                                |
|  | \| \| Davalliaceae \| \| \| \| \| \| Polypodiaceae \| \| \| \| |
|  |                                                                |
|  | Davalliaceae                                                   |
|  |                                                                |
|  | Polypodiaceae                                                  |
|  |                                                                |

|  | Davalliaceae  |
|  |               |
|  | Polypodiaceae |
|  |               |

|  | Oleandraceae                                                   |
|  |                                                                |
|  | \| \| Davalliaceae \| \| \| \| \| \| Polypodiaceae \| \| \| \| |
|  |                                                                |
|  | Davalliaceae                                                   |
|  |                                                                |
|  | Polypodiaceae                                                  |
|  |                                                                |

|  | Davalliaceae  |
|  |               |
|  | Polypodiaceae |
|  |               |

|  | Nephrolepidaceae |
|  |                  |
|  | Lomariopsidaceae |
|  |                  |

|  | Oleandraceae                                                   |
|  |                                                                |
|  | \| \| Davalliaceae \| \| \| \| \| \| Polypodiaceae \| \| \| \| |
|  |                                                                |
|  | Davalliaceae                                                   |
|  |                                                                |
|  | Polypodiaceae                                                  |
|  |                                                                |

|  | Davalliaceae  |
|  |               |
|  | Polypodiaceae |
|  |               |

|  | Oleandraceae                                                   |
|  |                                                                |
|  | \| \| Davalliaceae \| \| \| \| \| \| Polypodiaceae \| \| \| \| |
|  |                                                                |
|  | Davalliaceae                                                   |
|  |                                                                |
|  | Polypodiaceae                                                  |
|  |                                                                |

|  | Davalliaceae  |
|  |               |
|  | Polypodiaceae |
|  |               |

|  | Nephrolepidaceae |
|  |                  |
|  | Lomariopsidaceae |
|  |                  |

|  | Oleandraceae                                                   |
|  |                                                                |
|  | \| \| Davalliaceae \| \| \| \| \| \| Polypodiaceae \| \| \| \| |
|  |                                                                |
|  | Davalliaceae                                                   |
|  |                                                                |
|  | Polypodiaceae                                                  |
|  |                                                                |

|  | Davalliaceae  |
|  |               |
|  | Polypodiaceae |
|  |               |

|  | Oleandraceae                                                   |
|  |                                                                |
|  | \| \| Davalliaceae \| \| \| \| \| \| Polypodiaceae \| \| \| \| |
|  |                                                                |
|  | Davalliaceae                                                   |
|  |                                                                |
|  | Polypodiaceae                                                  |
|  |                                                                |

|  | Davalliaceae  |
|  |               |
|  | Polypodiaceae |
|  |               |

|  | Nephrolepidaceae |
|  |                  |
|  | Lomariopsidaceae |
|  |                  |

|  | Oleandraceae                                                   |
|  |                                                                |
|  | \| \| Davalliaceae \| \| \| \| \| \| Polypodiaceae \| \| \| \| |
|  |                                                                |
|  | Davalliaceae                                                   |
|  |                                                                |
|  | Polypodiaceae                                                  |
|  |                                                                |

|  | Davalliaceae  |
|  |               |
|  | Polypodiaceae |
|  |               |

|  | Oleandraceae                                                   |
|  |                                                                |
|  | \| \| Davalliaceae \| \| \| \| \| \| Polypodiaceae \| \| \| \| |
|  |                                                                |
|  | Davalliaceae                                                   |
|  |                                                                |
|  | Polypodiaceae                                                  |
|  |                                                                |

|  | Davalliaceae  |
|  |               |
|  | Polypodiaceae |
|  |               |

|  | Nephrolepidaceae |
|  |                  |
|  | Lomariopsidaceae |
|  |                  |

|  | Oleandraceae                                                   |
|  |                                                                |
|  | \| \| Davalliaceae \| \| \| \| \| \| Polypodiaceae \| \| \| \| |
|  |                                                                |
|  | Davalliaceae                                                   |
|  |                                                                |
|  | Polypodiaceae                                                  |
|  |                                                                |

|  | Davalliaceae  |
|  |               |
|  | Polypodiaceae |
|  |               |

|  | Oleandraceae                                                   |
|  |                                                                |
|  | \| \| Davalliaceae \| \| \| \| \| \| Polypodiaceae \| \| \| \| |
|  |                                                                |
|  | Davalliaceae                                                   |
|  |                                                                |
|  | Polypodiaceae                                                  |
|  |                                                                |

|  | Davalliaceae  |
|  |               |
|  | Polypodiaceae |
|  |               |

|  | Nephrolepidaceae |
|  |                  |
|  | Lomariopsidaceae |
|  |                  |

|  | Oleandraceae                                                   |
|  |                                                                |
|  | \| \| Davalliaceae \| \| \| \| \| \| Polypodiaceae \| \| \| \| |
|  |                                                                |
|  | Davalliaceae                                                   |
|  |                                                                |
|  | Polypodiaceae                                                  |
|  |                                                                |

|  | Davalliaceae  |
|  |               |
|  | Polypodiaceae |
|  |               |

|  | Oleandraceae                                                   |
|  |                                                                |
|  | \| \| Davalliaceae \| \| \| \| \| \| Polypodiaceae \| \| \| \| |
|  |                                                                |
|  | Davalliaceae                                                   |
|  |                                                                |
|  | Polypodiaceae                                                  |
|  |                                                                |

|  | Davalliaceae  |
|  |               |
|  | Polypodiaceae |
|  |               |

|  | Nephrolepidaceae |
|  |                  |
|  | Lomariopsidaceae |
|  |                  |

|  | Oleandraceae                                                   |
|  |                                                                |
|  | \| \| Davalliaceae \| \| \| \| \| \| Polypodiaceae \| \| \| \| |
|  |                                                                |
|  | Davalliaceae                                                   |
|  |                                                                |
|  | Polypodiaceae                                                  |
|  |                                                                |

|  | Davalliaceae  |
|  |               |
|  | Polypodiaceae |
|  |               |

|  | Oleandraceae                                                   |
|  |                                                                |
|  | \| \| Davalliaceae \| \| \| \| \| \| Polypodiaceae \| \| \| \| |
|  |                                                                |
|  | Davalliaceae                                                   |
|  |                                                                |
|  | Polypodiaceae                                                  |
|  |                                                                |

|  | Davalliaceae  |
|  |               |
|  | Polypodiaceae |
|  |               |

### Genres
La classification PPG I divise la famille en trois sous-familles, énumérées ci-dessous.
- Sous-famille Polybotryoideae H.M.Liu & X.C.Zhang
  - Cyclodium C.Presl
  - Maxonia C.Chr.
  - Olfersia Raddi
  - Polybotrya Humb. & Bonpl. ex Willd.
  - Polystichopsis (J.Sm.) Holttum
  - Stigmatopteris C.Chr.
  - Trichoneuron Ching
- Sous-famille Elaphoglossoideae (Pic.Serm.) Crabbe, Jermy & Mickel
  - Arthrobotrya J.Sm.
  - Bolbitis Schott
  - Elaphoglossum Schott ex J.Sm.
  - Lastreopsis Ching
  - Lomagramma J.Sm.
  - Megalastrum Holttum
  - Mickelia R.C.Moran, Labiak & Sundue
  - Parapolystichum (Keyserl.) Ching
  - Pleocnemia C.Presl
  - Rumohra Raddi
  - Teratophyllum Mett. ex Kuhn
- Sous-famille Dryopteridoideae Link
  - Arachniodes Blume
  - Ctenitis (C.Chr.) C.Chr.
  - Cyrtomium C.Presl
  - Dryopteris Adans.
  - Phanerophlebia C.Presl
  - Polystichum Roth

Didymochlaena a été placé dans la famille des Didymochlaenaceae, et Hypodematium et Leucostegia dans la famille des Hypodematiaceae. On a parfois suggéré qu’Aenigmopteris appartenait à cette famille, en raison de sa similitude morphologique avec Ctenitis, mais la phylogénie moléculaire a conduit à le placer dans la famille de Tectaria (Tectariaceae). Dryopolystichum a été placé dans la famille des Lomariopsidaceae.